# Afsat - iagttagelse fra en bil med radio
Afsat - iagttagelse fra en bil med radio er en kortfilm instrueret af Henrik Ruben Genz.